# دونچووتسی
دونچووتسی (به بلغاری: Donchovtsi) یک منطقهٔ مسکونی در بلغارستان است که در تریاونا واقع شده‌است.